# Мілакув (Лодзинське воєводство)
Мілакув (пол. Miłaków) — село в Польщі, у гміні Воля-Кшиштопорська Пйотрковського повіту Лодзинського воєводства.
Населення — 57 осіб (2011).
У 1975-1998 роках село належало до Пйотрковського воєводства.

## Демографія
Демографічна структура станом на 31 березня 2011 року:
|          | Загалом | Допрацездатний вік | Працездатний вік | Постпрацездатний вік |
| -------- | ------- | ------------------ | ---------------- | -------------------- |
| Чоловіки | 27      | 9                  | 17               | 1                    |
| Жінки    | 30      | 3                  | 19               | 8                    |
| Разом    | 57      | 12                 | 36               | 9                    |